# Фоули, Сью
Сью Фоули (англ. Sue Foley); 3 октября 1956, Оттава, Онтарио, Канада — канадская блюзовая певица и гитаристка, автор песен. Номинант премии Грэмми в номинации «Лучший альбом традиционного блюза» (2025) . Лауреат Blues Music Awards в номинациях «Исполнительница традиционного блюза — Премия Коко Тейлор» (2020, 2022—2025),  «Альбом традиционного блюза» (2022), «Альбом акустического блюза» (2025); номинант Blues Music Awards в номинациях «Исполнительница современного блюза» (2003, 2021), «Исполнительница традиционного блюза — Премия Коко Тейлор» (2011, 2019), «Песня года» (2019),  «Альбом года» (2022), «Блюзовый гитарист» (2024). Лауреат премии Keeping the Blues Alive Awards (2019) . Лауреат премии «Джуно» в номинациях «Самая многообещающая вокалистка» (1993), «Лучший блюзовый или госпел-альбом» (1996),  «Лучший блюзовый альбом года» (2001, 2019, 2022, 2025). Более 20 раз становилась обладательницей Maple Blues Awards, канадского аналога Blues Music Awards, что является рекордом премии . Трижды лауреат французской премии Trophees de Blues de France .

## Биография
Сью Фоули родилась в Оттаве в 1968 году. Выросла в семье гитаристов: ей отец и три старших брата — все играли на гитаре. В возрасте 13 лет стала учиться играть на гитаре: «Я попросил у отца гитару на Рождество, и, кажется, он просто подарил мне одну из тех гитар, на которых никто не играл» . В то время она в основном слушала музыку ближе к року, например Rolling Stones. Заинтересовалась блюзовой музыкой в 16 лет купив пластинку Мемфис Минни . Сыграла свой первый концерт в 16 лет. После окончания средней школы она переехала в Ванкувер, где сформировала Sue Foley Band и гастролировала по Канаде. В 1988–1989 годах Sue Foley Band объединилась с Марком Хаммелом для гастролей по Соединенным Штатам, Канаде и Европе, а также для записи альбома. Сотрудничество продолжалось чуть больше года, в 1989 году было отыграно 300 концертов. На одном из концертов её увидел Клиффорд Энтони, владелец клуба Antone's, и пригласил в Остин. В том же году Сью Фоули переехала в Остин, Техас, где стала выступать в легендарном клубе Antone's и записываться на одноимённом лейбле. Во время работы в клубе она поддерживала на сцене таких исполнителей, как например Отис Раш, Хьюберт Самлин, Пайнтоп Перкинс, Джимми Роджерс, Снуки Прайор, Вилли «Big Eyes» и Кэлвин Джонс, Эрл Кинг . Гастролировала с такими музыкантами как Бадди Гай, Джонни Винтер и Коко Тейлор .  

Сью Фоули, 2023

В 1992 году выпустила свой дебютный альбом. В 1993 году получила первую премию  премии «Джуно» как самая многообещающая вокалистка. В 1999 году впервые стала лауреатом Maple Blues Awards. В конце 1990-х вернулась в Канаду, где родила ребёнка, на свою карьеру не приостанавливала. В 2003 году впервые номинировалась на Blues Music Award в номинации «Исполнительница современного блюза». Фоули продолжала плодотворно записываться и гастролировать. В середине 2010-х годов она вернулась в Остин, не в последнюю очередь потому, что был возрождён клуб Antone's. Первый, после возвращения в США (и после перерыва с 2006 года в сольных работах) альбом  Фоули выпустила в 2018 году под названием The Ice Queen. Он был записан в частности с участием Майка Флэниджина (он же выступил продюсером), Марка Казаноффа, Криса Лейтона, а гостями альбома выступили Билли Гиббонс и Джимми Вона. Один из обзоров в частности отметил: «В целом, это хороший альбом и долгожданное возвращение Сью на сцену, которая доказала, что может работать в широком диапазоне стилей: от техасского шаффла до медленного блюза, кантри-блюза и даже с элементами джаза» . Следующий альбом Фоули, Pinky's Blues, был очень высоко оценен критиками и слушателями, он принёс победы в номинациях «Исполнительница традиционного блюза — Премия Коко Тейлор», «Альбом традиционного блюза» и номинацию на звание альбома года. 
С 2022 года по 2025 год четыре раза подряд признавалась лучшей исполнительницей традиционного блюза Blues Music Awards. Последний альбом Сью Фоули One Guitar Woman 2024 года, на котором она представила свои версии песен блюзовых акустических гитаристок, в частности, Элизабет Коттен,  Мемфис Минни, Cестры Розетты Тарп был признан лучшим альбомом акустического блюза Blues Music Awards и претендовал на Грэмми в номинации «Лучший альбом традиционного блюза» . При записи певица использовала одну, тепло звучащую акустическую модель гитары Flamenco Blanca с нейлоновыми струнами, изготовленную мексиканским мастером Сальвадором Кастильо . Про альбом писали: «Сью звучит немного как Боб Дилан из 1960-х, но в своей фразировке, а её игра на гитаре безупречно прекрасна» .
Сценический образ Сью Фоули неотделим от гитары Telecaster с розовым узором пейсли под именем «Pinky» . Она была получена в конце 1980-х «в подарок» от бойфренда, и с тех пор Фоули «использовала её на каждом концерте, на каждой сессии записи». В её аппаратуру обычно входит усилитель Fender Bassman '59 Reissue 4×10, ревербератор Boss, тремоло/ревербератор Strymon и усилитель RC .
Сью Фоули имеет докторскую степень по музыковедению Йоркского университета, и на настоящий момент пишет книгу «Guitar Women: Conversations with the Heroines of Guitar», сборник интервью с женщинами-гитаристками, который она начала вести в 2001 году, планирующуюся к выходу в 2026 году. 
«Гитарный звук Фоули — будь то её фирменный Fender Telecaster с розовым пейсли-узором или мексиканская гитара для фламенко ручной работы — сам по себе является голосом: лиричным, властным и, несомненно, её собственным. С накрашенными ногтями и безупречной точностью она сочетает зажигательный техасский блюз с изящными штрихами, передавая поэтическое чувство цели в каждой ноте» .
«Играет ли она техасский блюзовый шаффл на своём Telecaster или извлекает приглушённое тепло гитары с нейлоновыми струнами, её игра основательна, ритмична и безошибочно узнаваема» .

## Дискография
- 1992: Young Girl Blues (Antone's Record Label)
- 1993: Without a Warning (Antone's)
- 1995: Big City Blues (Antone's)
- 1996: Walk in the Sun (Antone's)
- 1998: Ten Days in November (Shanachie Records)
- 2000: Love Comin' Down (Shanachie)
- 2000: Back to the Blues [также выпущен под названием Secret Weapon] (Antone's)
- 2002: Where the Action Is… (Shanachie)
- 2004: Change (Ruf Records)
- 2006: New Used Car (Ruf)
- 2007: Time Bomb (с Деборой Коулман, Роксанн Потвин) (Ruf)
- 2009: Queen Bee: The Antone's Collection (Floating World) сборник
- 2010: He Said She Said (с Питером Карпом) (Blind Pig Records)
- 2012: Beyond the Crossroads (с Питером Карпом) (Blind Pig)
- 2018: The Ice Queen (Stony Plain Records)
- 2021: Pinky's Blues (Stony Plain)
- 2023: Live in Austin Vol.1 (Guitar Woman Records)
- 2024: One Guitar Woman[13]